# گاوا (ازبکستان)
گاوا (به ازبکی: G'ova) یک منطقهٔ مسکونی در ازبکستان است که در نمنگان واقع شده‌است..